# 科盧翁納斯峰
46°27′42″N 9°43′29″E / 46.46176°N 9.72482°E

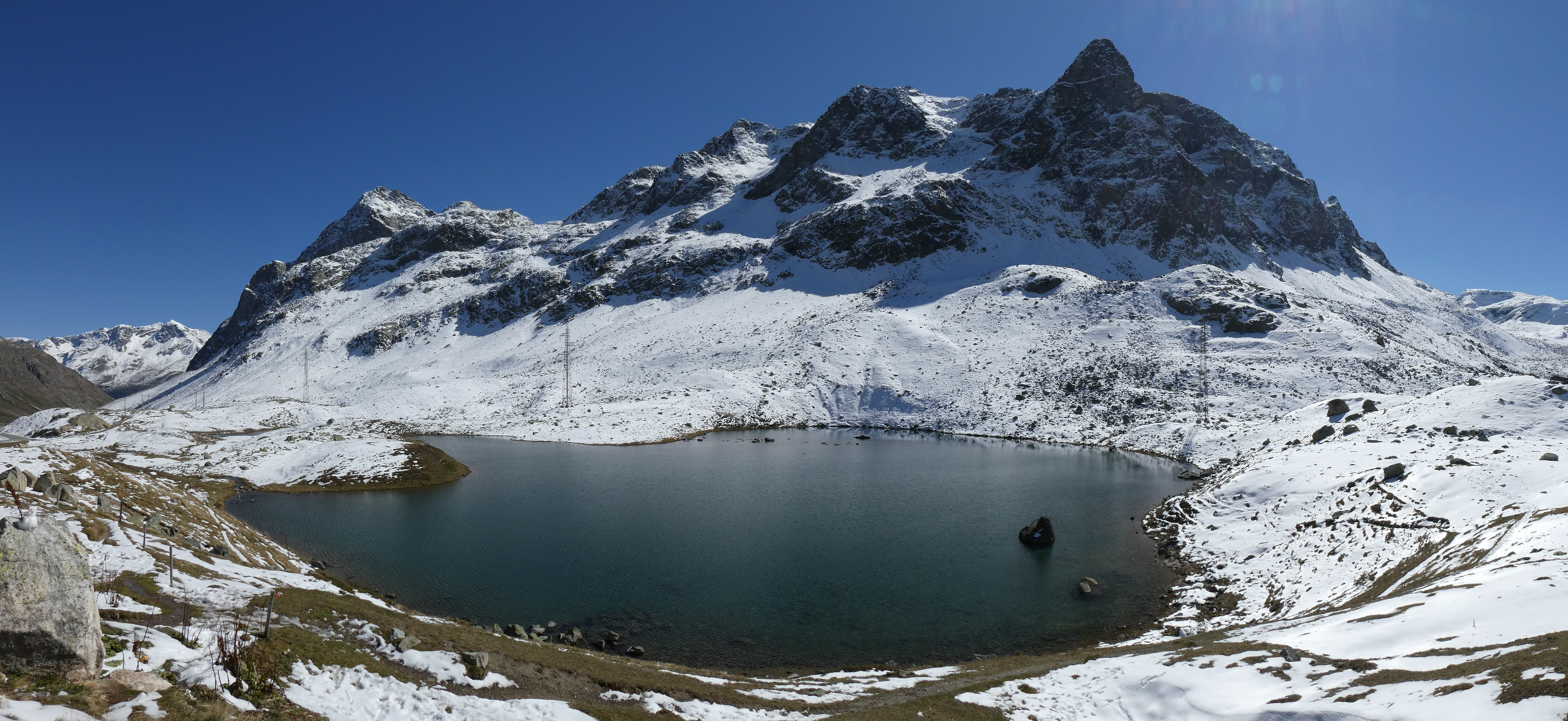

科盧翁納斯峰（Piz da las Coluonnas），是瑞士的山峰，位於該國東南部，由格勞賓登州負責管轄，屬於阿爾布拉山脈的一部分，距離拉格雷夫峰0.1公里，海拔高度2,802米。